# كريستوفر وارد
كريستوفر وارد (بالإنجليزية: Christopher Ward)‏ هو سياسي بريطاني، ولد في 26 ديسمبر 1942. حزبياً، نشط في حزب المحافظين. في الانتخابات الفرعية في مجلس العموم البريطاني ‏، انتخب عضو البرلمان الرابع والأربعون للمملكة المتحدة عن دائرة Swindon (UK Parliament constituency) ‏ (30 أكتوبر 1969 – 29 مايو 1970).